# Agnieszka Greń
Agnieszka Greń (ur. 1970) – polska biolog, specjalizująca się w fizjologii zwierząt, doktor habilitowana nauk biologicznych, nauczyciel akademicki Uniwersytetu Pedagogicznego w Krakowie. Od 2017 r. Dyrektor Instytutu Biologii Uniwersytetu Pedagogicznego w Krakowie.

## Życiorys
W 1996 roku ukończyła studia magisterskie z zakresu biologii na Wyższej Szkole Pedagogicznej w Krakowie. 
W 2006 roku na podstawie napisanej pod kierunkiem Henryka Lacha pracy pt. "Wpływ iscadoru i opioidów stosowanych in vivo i in vitro na zawartość białka całkowitego w surowicy krwi i aktywność układu leukocytarnego" uzyskała na Wydziale Geograficzno-Biologicznym Wyższej Szkoły Pedagogicznej im. Komisji Edukacji Narodowej w Krakowie stopień doktora nauk biologicznych w zakresie biologii. 
W 2015 roku uzyskała stopień doktora habilitowanego nauk biologicznych w zakresie biologii na podstawie rozprawy pt. "Antidiabetic and antioxidant potential of plant extracts in streptozotocin-induced diabetic mice" nadany uchwałą Rady Wydziału Słowackiego Uniwersytetu Rolniczego w Nitrze. Pracuje na stanowisku profesora uczelni w Katedrze Fizjologii Zwierząt Instytutu Biologii UP.